# Au pays bleu
Au pays bleu est une suite symphonique pour orchestre et voix d'Augusta Holmès composée en 1890 et créée en 1891.

## Présentation
Au pays bleu, suite symphonique inspirée d'un voyage en Italie d'Augusta Holmès, est créé le 8 mars 1891 aux Concerts Colonne sous la direction d'Édouard Colonne.
La partition est composée pour orchestre et voix (contralto et ténor derrière la scène, en vocalises, et chœur mixte bouches fermées et bouches ouvertes en vocalises), avec un poème descriptif écrit par la compositrice. L'œuvre est publiée en 1892 à Paris, chez Henri Tellier.
Le manuscrit autographe de la partition, conservé à la BnF, indique en dernière page « terminé le 24 décembre 1890 ». 

## Structure et réception
Au pays bleu est composé de trois mouvements :
1. Oraison d'aurore, au « coloris éblouissant » pour Amédée Boutarel[1] ;
2. En mer, dont l'originalité « consiste dans l'adjonction à l'orchestre de voix perdues dans la coulisse, qui battent le rythme sans articuler de paroles[1] » ;
3. Une fête à Sorrente, « construit sur un rythme de tarentelle[1] ».

Pour Boutarel, l'ensemble est une « œuvre hautement poétique, pleine de caractère, d'une coloration intense, d'ailleurs très simple de facture et pas bruyante du tout ».
Le critique Louis Besson souligne également l'originalité du mouvement central, En mer : « Dans la seconde partie, Augusta Holmès a reproduit un chant d'amour en mer. Elle a eu l'idée très neuve de faire chanter son thème par le violoncelle et le violon, tandis que des groupes de choristes, hommes et femmes, disséminés çà et là au milieu des instrumentistes, reproduisent à bouche fermée ou à bouche ouverte le bruit des vagues ».
La musicologue Hélène Cao relève que le procédé du chœur vocalisé, « souvent bouche fermée et dans une ambiance marine », préfigure Sirènes, troisième mouvement des Nocturnes pour orchestre de Claude Debussy.
Preuve du succès de ce mouvement, En mer, la pièce est fréquemment donnée en concert isolément, et ce dès le 5 avril 1891, chez Madeleine Lemaire, dans une version interprétée par le violoniste Jules Pennequin, le violoncelliste Charles Baretti et le chœur des Concerts Colonne accompagnés par Holmès au piano, devant un auditoire « d'aristocrates et de riches bourgeois ». Le mouvement connaît également plusieurs transcriptions, par Jules Delsart, pour trio avec piano (violon, violoncelle et piano), pour violon et piano ainsi que pour violoncelle et piano.
Hélène Cao note que « si cette nouvelle partition orchestrale n'a pas le retentissement d'Irlande, sa musique fraîche et pittoresque plaît au public ». Au pays bleu est ainsi donné en concert de nombreuses fois, en 1891, en 1892 et en 1893, notamment. L'œuvre est transcrite intégralement pour piano seul par André Messager.